# 魏宸官
魏宸官（1933年—），男，江苏常州人，中国军用车辆工程专家，北京理工大学教授，中国电流变技术研究首创者。著有《液体粘性传动技术》、《电流变技术原理及应用》等。